# Florim do Caribe
O florim do Caribe ou florim caribenho (código: XCG; abreviação: Cg; em neerlandês:  Caribische gulden; em papiamento: florin karibense) é a moeda de Curaçau e São Martinho, dois países constituintes do Reino dos Países Baixos, localizados no Caribe, formados após a Dissolução das Antilhas Neerlandesas em 10 de outubro de 2010. É dividido em 100 centavos (em papiamento: sèn). Introduzido em 31 de março de 2025, ele circula juntamente ao lado de seu antecessor, o florim das Antilhas Holandesas (ANG), que deixará de ter curso legal em 1 de julho de 2025.
Previsto originalmente para substituir o florim das Antilhas Neerlandesas a partir de janeiro de 2018. Em novembro de 2020, foi anunciado que o florim caribenho entraria em circulação no ano seguinte, mas foi adiado várias vezes. O custo do projeto e da produção do florim caribenho será de aproximadamente 15 milhões de ANG e pagamentos em dinheiro em ANG serão aceitos por três meses após a introdução da nova moeda. O ANG poderá ser trocado pelo valor nominal em bancos comerciais pela nova moeda por um ano após a introdução e, posteriormente, por 29 anos no Banco Central de Curaçau e São Martinho.

## Negociações
O Florim das Antilhas Neerlandesas continuará a circular e os planos para implementá-lo não serão finalizados até que a situação do Banco Central das ilhas seja resolvida. A nova moeda será abreviado CMG (para Curacao, Sint Maarten guilder (em português: Curaçau, florim de São Martinho)) e estaria atrelada ao dólar dos Estados Unidos com a mesma taxa de câmbio como o florim das Antilhas (1 USD = 1,79 NAG = 1,79 CMG). Como as ilhas do Países Baixos Caribenhos (Bonaire, Santo Eustáquio e Saba) adotaram o dólar americano diretamente em 1 de janeiro de 2011, a introdução do CMg significaria o fim da circulação do florim das Antilhas Neerlandesas.
Em abril de 2014, Curaçau e São Martinho concordaram em examinar a possibilidade de Curaçau ter seu próprio banco central. Enquanto continuarem as negociações, o florim do Caribe não será introduzido. Em julho de 2015, o Ministro das Finanças de Curaçau, José Jardim, afirmou que a pesquisa sobre uma união monetária entre Curaçau e São Martinho não era uma prioridade.
O ex-deputado de Curaçau, Alex David Rosaria, cita um grande problema com a união proposta: a falta de um fórum para discutir a coordenação macroeconômica (como o dólar do Caribe Oriental).

## Organização
O lançamento da moeda foi adiado até a situação do Banco Central das ilhas ser resolvida. A moeda deve ser emitida pelo Banco Central de Curaçau e São Martinho (sucessor do Banco das Antilhas Neerlandesas) com um presidente escolhido pelos primeiros-ministros de ambas as ilhas. As duas ilhas também nomeariam mais seis membros do conselho de administração. A moeda seria escalonada em três meses. A moeda de 2 florins e as notas de 25 florins presentes na série de florins das Antilhas Neerlandesas não seria emitida, mas seria substituído por denominações de 2 e 20 florins.